# Jakob Kjeldbjerg
Jakob Kjeldbjerg Jensen (ur. 21 października 1969 we Frederiks) – duński piłkarz występujący na pozycji obrońcy.

## Kariera klubowa
Kjeldbjerg karierę rozpoczynał w 1987 roku w trzecioligowym zespole Holstebro BK. W 1988 roku przeszedł do drugoligowego Viborga. W sezonie 1989 awansował z nim do pierwszej ligi. W 1991 roku odszedł do innej pierwszoligowej drużyny, Silkeborga. Spędził tam dwa lata, a w 1993 roku został graczem angielskiej Chelsea. W Premier League zadebiutował 17 sierpnia 1993 w zremisowanym 1:1 meczu z Wimbledonem. 7 maja 1994 w wygranym 3:2 pojedynku z Sheffield United strzelił pierwszego gola w Premier League. Ostatnie spotkanie w zawodowej karierze Kjeldbjerg rozegrał w lutym 1995. Następnie był wyłączony z gry z powodu kontuzji i w 1997 roku zakończył karierę.

## Kariera reprezentacyjna
W 1992 roku Kjeldbjerg jako kapitan kadry Danii U-21 wziął udział w Letnich Igrzyskach Olimpijskich, zakończonych przez Danię na fazie grupowej.
W pierwszej reprezentacji Danii Kjeldbjerg zadebiutował 18 listopada 1992 w wygranym 1:0 meczu eliminacji Mistrzostw Świata 1994 z Irlandią Północną. 30 stycznia 1993 w zremisowanym 2:2 towarzyskim pojedynku ze Stanami Zjednoczonymi strzelił swojego jedynego gola w kadrze. W latach 1992–1994 w drużynie narodowej rozegrał 14 spotkań.